# 822 Lalage
822 Lalage este un asteroid din centura principală, descoperit pe 31 martie 1916, de Max Wolf.